# Zugastinovia
Zugastinovia fue un barrio de la anteiglesia española de Abando, perteneciente a la provincia de Vizcaya. Ahora forma parte de Bilbao, como la anteiglesia que integraba.

## Toponimia
El lugar puede aparecer referido como «Zugastinovia» y «Zugastinobia».

## Historia
Hacia finales del siglo XIX, el lugar, por entonces perteneciente a la anteiglesia de Abando, tenía contabilizada una población de alrededor de medio centenar de habitantes. Aparece descrito en el undécimo volumen del Diccionario geográfico, estadístico, histórico, biográfico, postal, municipal, marítimo y eclesiástico de España y sus posesiones de ultramar de Pablo Riera y Sans con las siguientes palabras:

ZUGASTINOVIA.—B. agreg. al ayunt. de Abando, cuya casa consistorial está en la A. I. de La Campa de Abando, otra de las que forman este ayunt. y de la que dista la localidad que describimos 1'6 k. Cuenta sobre unos 50 hab. y 15 edif., de los que 2 están habitados temporalmente.—Org. civ. Corresponde á la prov. de Vizcaya y contribuye, con su ayunt., para las elecciones de diputados provinciales y las de Córtes.—Org. mil. C. G. de las Provincias Vascongadas y C. M. de Vizcaya.—Org. ecle. Pertenece á la dióc. de Vitoria, al arciprestazgo de Bilbao, y para las atenciones religiosas se sirve de la iglesia más inmediata.—Org. jud. Hállase adscrito al part. jud. y ayud. de lo criminal de Bilbao y á la territ. de Búrgos.—Org. econ. Para el pago de contr. depende, con su ayunt., de la Delegacion de Hacienda de la prov.—S. púb. Recibe y emite la corr. por la admon. prl. y pt. de Bilbao.—Ob. púb. y med. de com. Sus caminos son los que cruzan su tér. municipal.—Ins. púb. La escuela se halla en la cabecera de su ayunt.—Art., of., ind. La agricultura y of. que con ella se relacionan.—Pob. Las casas que la forman son de sencilla construccion y nada de particular ofrecen.—Sit. geog. y top. (Véase el artículo referente á su ayunt.).
(Riera y Sans, 1887, p. 954)